# Szászfehéregyháza
Szászfehéregyháza (románul Viscri, németül Deutsch-Weisskirch) falu Romániában, Brassó megyében. A falu az erődtemplomával együtt az UNESCO kulturális világörökségének része.

## Fekvése
Segesvártól 42 km-re délkeletre fekszik, Szászbuda községhez tartozik, a községközponttól 7 km-re délkeletre van.
é. sz. 46° 03′ 00″, k. h. 25° 05′ 00″46.050000°N 25.083333°E

## Nevének eredete

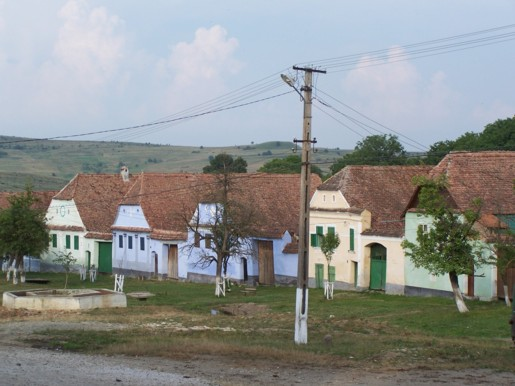
A faluban található szász házak látképe

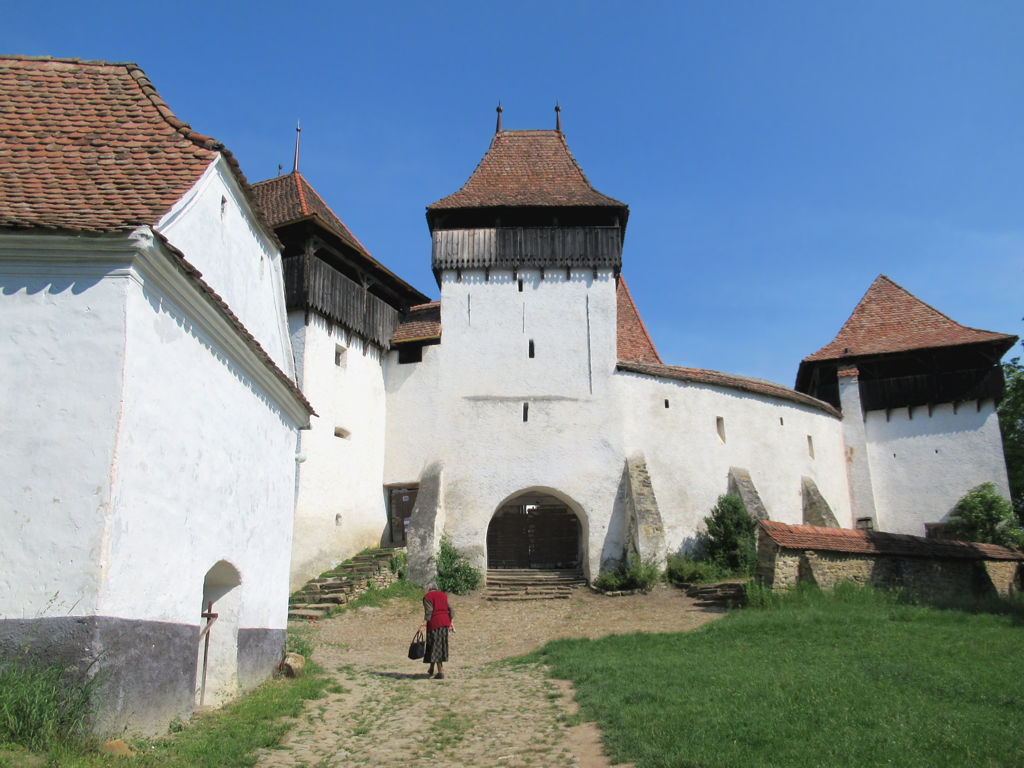
A falu erődtemploma

Nevét fehér falú faerkélyes erődtemplomáról kapta.

## Története
1231-ben villa Albae néven említik először. Első lakói székelyek voltak, helyükre a 13. század elején szászokat telepítettek. Kis halmon áll 15. századi gótikus szász erődített temploma, mely egy korábbi kápolna helyére épült; 1993 óta a világörökség része. Védőfalát több torony erősíti.
1910-ben 791, többségében német lakosa volt, jelentős román kisebbséggel. A trianoni békeszerződésig Nagy-Küküllő vármegye Kőhalmi járásához tartozott.

## Látnivalók
- Hagyományos szász házak
- Szászfehéregyházi erődtemplom

## Károly herceg
2006-ban Károly walesi herceg vásárolt itt egy házat.

### Alapítványa
Károly herceg egy alapítványt is működtet. Az alapítvány a faluban egy egész utcányi, nagyrészt lakatlan szász ház homlokzatát felújíttatta. A helybelieknek más munkalehetőséget biztosít ez az alapítvány: gyapjútermékeket készítenek, amiket Németországban értékesítenek.